# Шилоподібний відросток
Шилоподібний відросток (лат. processus styloideus, від грец. στῦλος — «стовпчик») — відросток скроневої кістки, що відходить від неї донизу прямо під вушним каналом. Розвивається під час внутрішньоутробного розвитку шляхом ендохондральної осифікації хряща другої зябрової дуги.

## Будова
Шилоподібний відросток являє собою тонкий загострений кістковий утвір, що виступає донизу і вперед з нижньої поверхні скроневої кістки. Він служить місцем кріплення ряду м'язів, пов'язаних з язиком і гортанню.
- Проксимальна частина (барабанно-гіалінова) — проходить усередині западини барабанної частини скроневої кістки, у так званій піхві шилоподібного відростка (vagina processus styloidei).
- Дистальна частина (шило-гіалінова) — служить місцем прикріплення таких м'язів і зв'язок: шило-язикового м'яза (m. styloglossus), шило-під'язикового м'яза (m. stylohyoideus), шило-глоткового м'яза (m. stylopharyngeus), шило-під'язикової зв'язки (lig. stylohyoideum), шило-нижньощелепної зв'язки (lig. stylomandibulare).

Шило-під'язикова зв'язка йде від вершини відростка до малого рога під'язикової кістки, і іноді може бути частково чи повністю осифікованою.
Апофіз шилоподібного відростка може припіднімати стінку барабанної порожнини, утворюючи між соскоподібною і яремною стінками невелике кісткове підвищення — шилоподібний виступ (prominentia styloidea).
У деяких людей трапляється синдром Ігла — подовження шилоподібного відростка і кальцифікація шило-під'язикової зв'язки. Під час акту ковтання тканини глотки труться об відросток, чим викликають біль вздовж язико-глоткового нерва. Біль також виникає при повороті голови і висуненні язика. Інші симптоми можуть включати зміну голосу, кашель, запаморочення, мігрень, потиличну невралгію, біль у зубах і щелепі, синусит, налиті кров'ю очі.

## Галерея

Шилоподібні відростки (виділені червоним). Анімація.
Ліва скронева кістка. Анімація.
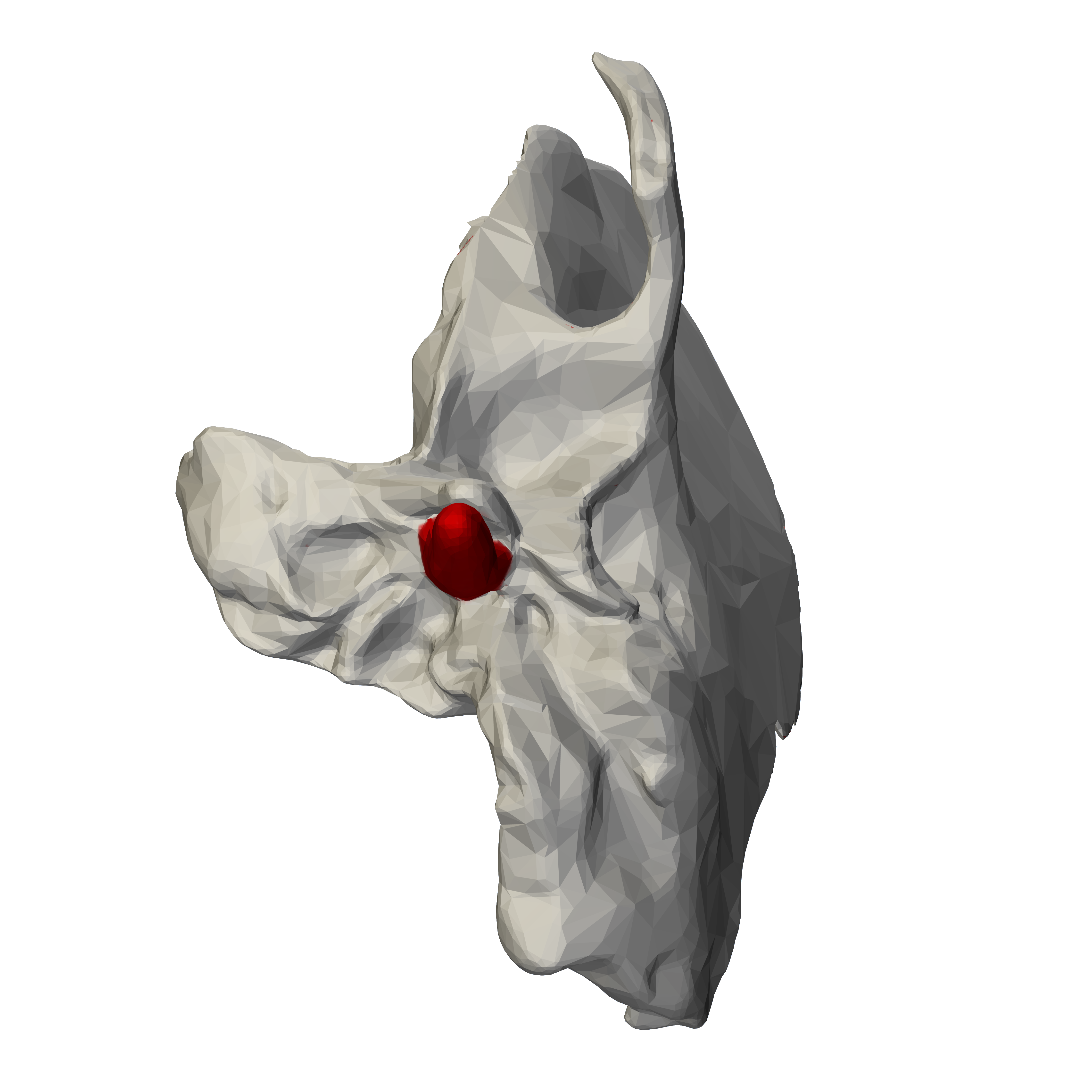
Нижня поверхня лівої скроневої кістки. Шилоподібний відросток виділений червоним.
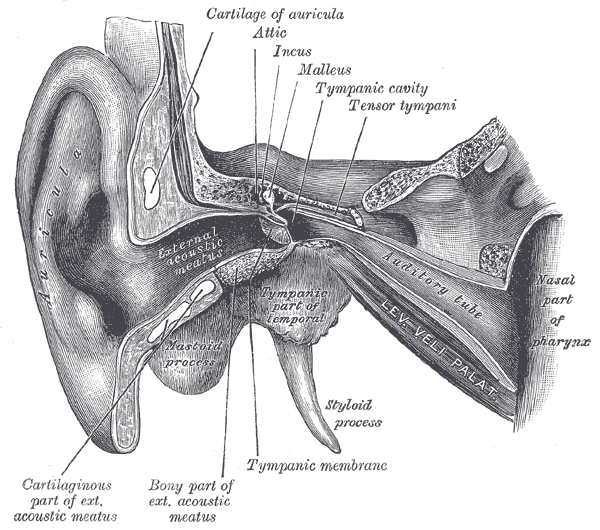
Зовнішнє і середнє вухо, відкрите спереду. Права сторона (шилоподібний відросток позначений унизу в центрі).
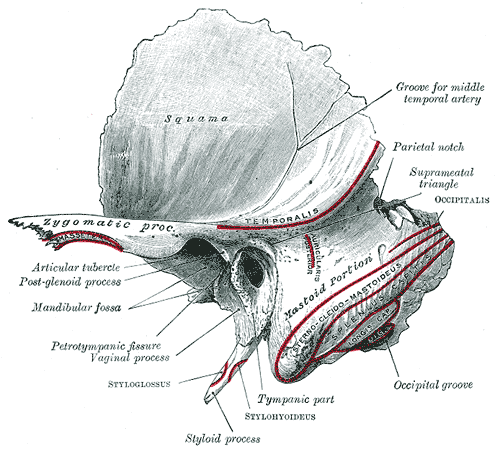
Ліва скронева кістка. Зовнішня поверхня (шилоподібний відросток видно внизу).
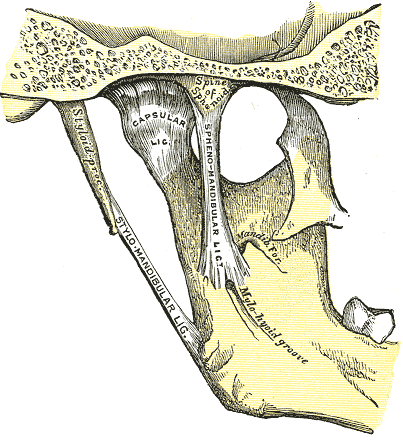
Нижньощелепний суглоб, медіальний вигляд.
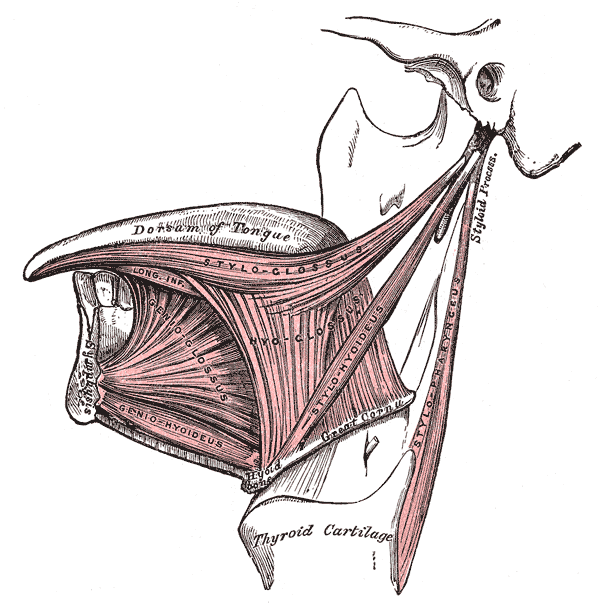
Зовнішні м'язи язика. Ліва сторона.
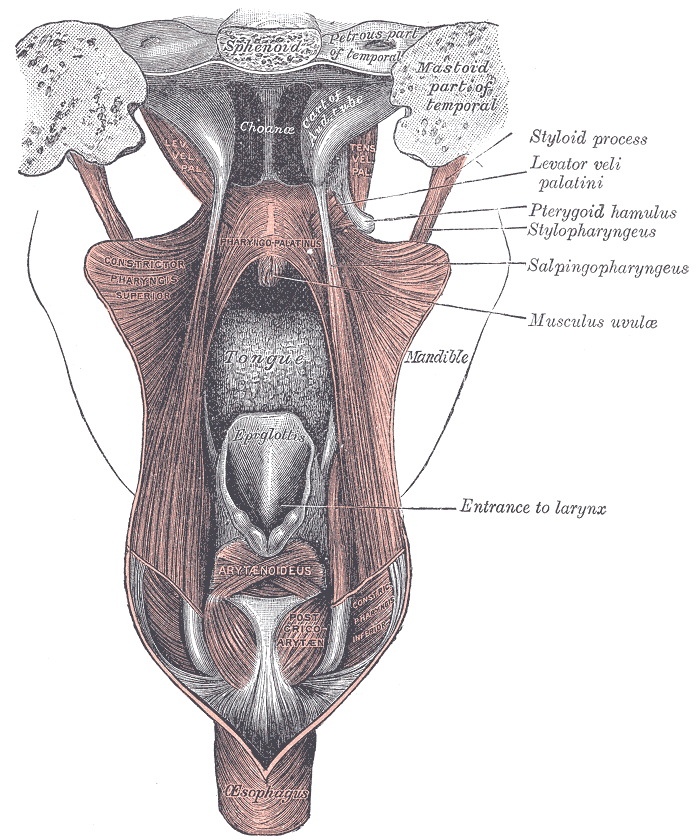
Розтин піднебінних м'язів ззаду.
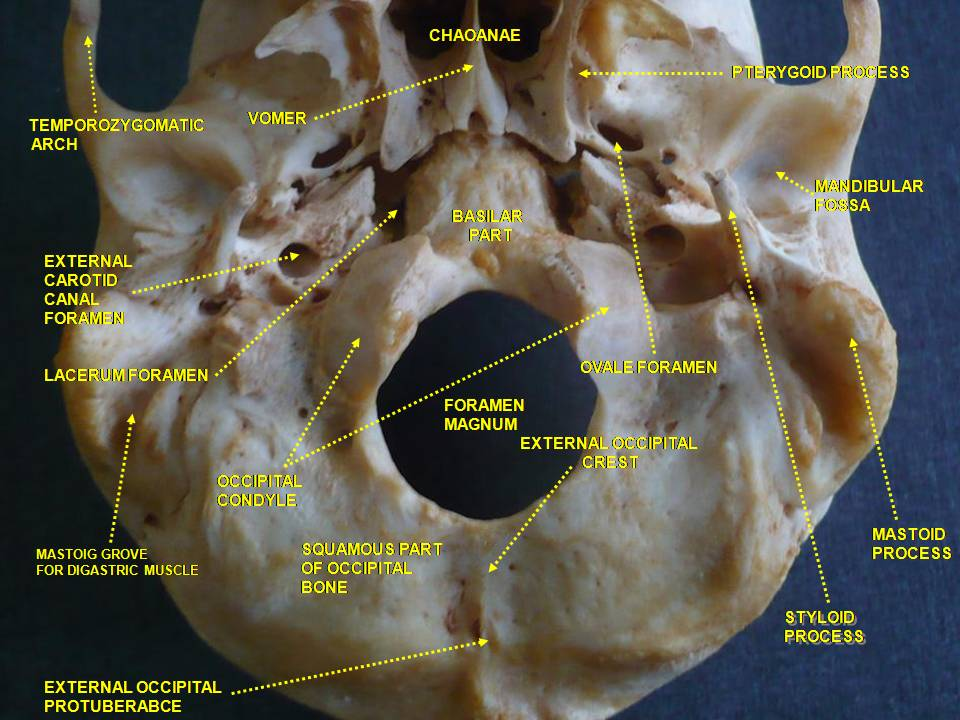
Шилоподібний відросток і основа черепа.